# Mundochthonius singularis
Mundochthonius singularis es una especie de arácnido  del orden Pseudoscorpionida de la familia Chthoniidae.

## Distribución geográfica
Se encuentra en Colorado (Estados Unidos).